# Zoltán Zakarias
Zoltán Zakarias (n. 11 aprilie 1968, Brașov, România) este un deputat român, ales în 2020 și apoi în 2024 din partea UDMR. 